# Американска риба въдичар
Американските риби въдичари (Lophius americanus) са вид актиноптери от семейство Морски дяволи (Lophiidae).
Таксонът е описан за пръв път от Ашил Валансиен през 1837 година.